# Chitanana
La rivière Chitanana est un cours d'eau d'Alaska, aux États-Unis située dans la Région de recensement de Yukon-Koyukuk. C'est un affluent de la Tanana, elle-même affluent du  fleuve Yukon.

## Description
Longue de 65 milles (105 km), elle prend sa source dans les monts Chitanantala, et coule en direction du nord-est vers la rivière Tanana où elle se jette à  27 milles (43 km) de Manley Hot Springs.
Son nom indien a été référencé en 1899 par J.S. Herron.

## Sources
- Ressource relative à la géographie :   - Geographic Names Information System